# 瓦西里夫卡 (克拉斯諾西爾卡市鎮)
46°46′19″N 30°40′16″E / 46.77194°N 30.67111°E
瓦西里夫卡（羅馬化：Vasylivka）是位於烏克蘭西南部的村莊，由敖德萨州敖德萨区的克拉斯諾西爾卡市鎮負責管轄。該村始建於1939年，面積0.23平方公里，海拔高度49米，2001年人口71，人口密度每平方公里303.42人。